# Sirčići
Sirčići (en serbe cyrillique : Сирчићи) est un village du nord du Monténégro, dans la municipalité de Pljevlja.

## Démographie

### Évolution historique de la population
| 1948 | 1953 | 1961 | 1971 | 1981 | 1991 | 2003 |
| ---- | ---- | ---- | ---- | ---- | ---- | ---- |
| 95   | 102  | 108  | 67   | 35   | 28   | 21   |